# Super Bowl XI
O Super Bowl XI foi a partida que decidiu a temporada de 1976 da NFL, realizada no Rose Bowl, em Pasadena, Califórnia, no dia 9 de janeiro de 1977. Na decisão, o Oakland Raiders, representante da AFC, bateu o Minnesota Vikings, representante da NFC, por 32 a 14, garantindo o primeiro Super Bowl na história da franquia. O MVP da partida foi o wide receiver do time vencedor, Fred Biletnikoff.
Esta foi a segunda aparição dos Raiders no Super Bowl após sua derrota no Super Bowl II. Eles venceram treze dos quatorze jogos da temporada regular, derrotando o New England Patriots e o Pittsburgh Steelers nos playoffs. Os Vikings estavam no quarto Super Bowl de sua história após vencer onze jogos na temporada, perder dois e empatar um, vencendo ainda o Washington Redskins e o Los Angeles Rams na pós-temporada. Os Vikings se tornaram o primeiro time a perder quatro Super Bowl, um recorde que eles manteriam até o Denver Broncos perder sua quinta final na sua história para o Seattle Seahawks no Super Bowl XLVIII. Os Vikings tinham perdido as três aparições anteriores, perdendo o Super Bowl IV para o Kansas City Chiefs antes da fusão AFL-NFL e depois vieram derrotas nas edições VIII (para o Miami Dolphins) e o IX (para o Pittsburgh Steelers). Os Raiders foi o primeiro time da AFL original a vencer um Super Bowl na era pós-fusão.
O Super Bowl XI foi dominado pelos Raiders. Oakland ganhou o Super Bowl com um recorde de 429 jardas, incluindo 288 jardas apenas no primeiro tempo (outro recorde). Após ninguém marcar pontos no primeiro quarto, Oakland marcou em três posses seguidas para assumir a liderança por 16 a 0 no intervalo. Os Raiders também foram interceptados duas vezes no quarto período, incluindo uma bola interceptada pelo cornerback Willie Brown que a retornou para um touchdown de 75 jardas. O wide receiver Fred Biletnikoff, de Oakland, fez quatro recepções para 79 jardas, marcando três touchdowns para os Raiders, sendo nomeado como o MVP do Super Bowl. Dentre todos os recebedores que foram nomeados como MVPs de um Super Bowl, Biletnikoff foi o único que não atingiu a marca de 100 jardas até o Super Bowl LVI.

## Pontuações
- 1º Quarto
- Não houve pontuação
- 2º Quarto
- OAK - FG: Errol Mann, 24 jardas 3-0 OAK
- OAK - TD: Dave Casper, passe de 1 jarda de Ken Stabler (ponto extra: chute de Errol Mann) 10-0 OAK
- OAK - TD: Pete Banaszak, corrida de 1 jarda  (ponto extra: chute falhou) 16-0 OAK
- 3º Quarto
- OAK - FG: Errol Mann, 40 jardas 19-0 OAK
- MIN - TD: Sammy White, passe de 8 jardas de Fran Tarkenton (ponto extra: chute de Fred Cox) 19-7 OAK
- 4º Quarto
- OAK - TD: Pete Banaszak, corrida de 2 jardas (ponto extra: chute de Errol Mann) 26-7 OAK
- OAK - TD: Willie Brown, interceptação e corrida de 75 jardas (ponto extra: chute falhou) 32-7 OAK
- MIN - TD: Stu Voigt, passe de 13 jardas de Bob Lee (ponto extra: chute de Fred Cox) 32-14 OAK